# Stelo Kataluna
Stelo Kataluna. Monata revuo pri scienco, arto kaj esperanta movado era una publicació periòdica mensual editada a Igualada l'any 1908. Estava escrita en esperanto.

## Descripció
Portava el subtítol Monata Revuo pri Scienco, Arto, kaj Esperanta movado. La redacció i l'administració de la revista estava a la rambla de Sant Isidre, núm. 30, i l'imprimia Nicolau Poncell. Tenia un format de 28 x 18 cm. En van sortir sis números, de gener a juny de 1908. Estèticament, era una revista de finals del modernisme. Aquest estil era evident en la capçalera i sobretot en la coberta que ocupava tota la pàgina. En aquesta coberta el títol ocupava la part central i estava envoltat de sanefes geomètriques i florals, “una composició molt serena que ve a coincidir amb el final de la segona etapa del modernisme a Barcelona”.

## Continguts
A principis de 1907 es va crear a Igualada un grup esperantista i a l'Ateneu Igualadí de la Classe Obrera, el mes de novembre del mateix any van començar a donar classes d'esperanto i l'any següent es va crear una secció d'esperanto. Stelo Kataluna va ser la segona publicació en esperanto a tot l'Estat Espanyol. Defensava l'esperanto com a llengua bàsica internacional i el seu objectiu era promoure-la. Donava informació sobre el moviment esperantista arreu del món i també hi havia articles sobre temes diversos (literatura catalana, filosofia, història...) i poemes, que es presentaven en forma bilingüe, a dues columnes, una en esperanto i l'altra en català o castellà.

## Director, redactors i col·laboradors
El director era Joan Llansana i Bosch (1879-1922), un tècnic de teixits que havia estat professor i director de l'Escola de Teoria de Teixits de l'Ateneu Igualadí. Havia creat i presidit la secció Enciclopèdia de l'Ateneu i havia estat regidor de l'Ajuntament i un dels fundadors de la Federació Patronal. Havia col·laborat també a Revista Astronómica, Catalunya Tèxtil, El Ateneo, El Eco de la Industria, Pàtria, L'Ateneu, L'Eco d'Igualada i El Igualadino. El redactor en cap era Justí Vilaró i Casulleras (1891-1967). Hi col·laboraven: Jaume Gomis, Lluís Comas, Miquel Soy i Jacint Sala.

## Localització
- Biblioteca Central d'Igualada. Col·lecció completa i relligada.